# Lido comunale Zerbi

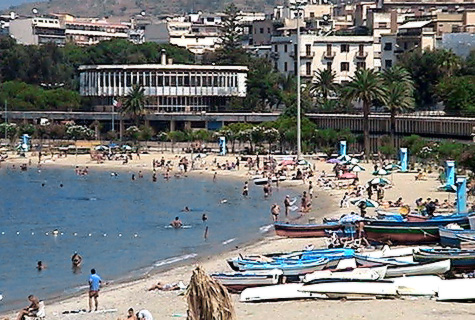
Panorama della spiaggia del Lido.

Il Lido comunale "Ammiraglio Zerbi", meglio noto come Lido Comunale Zerbi o semplicemente Lido Comunale, è un centro balneare situato nella Rada dei Giunchi, nella parte nord del centro storico di Reggio Calabria. Il complesso balneare si apre sullo scenario naturale dello Stretto, dietro il degradare della città verso il suo famoso lungomare.

## Storia

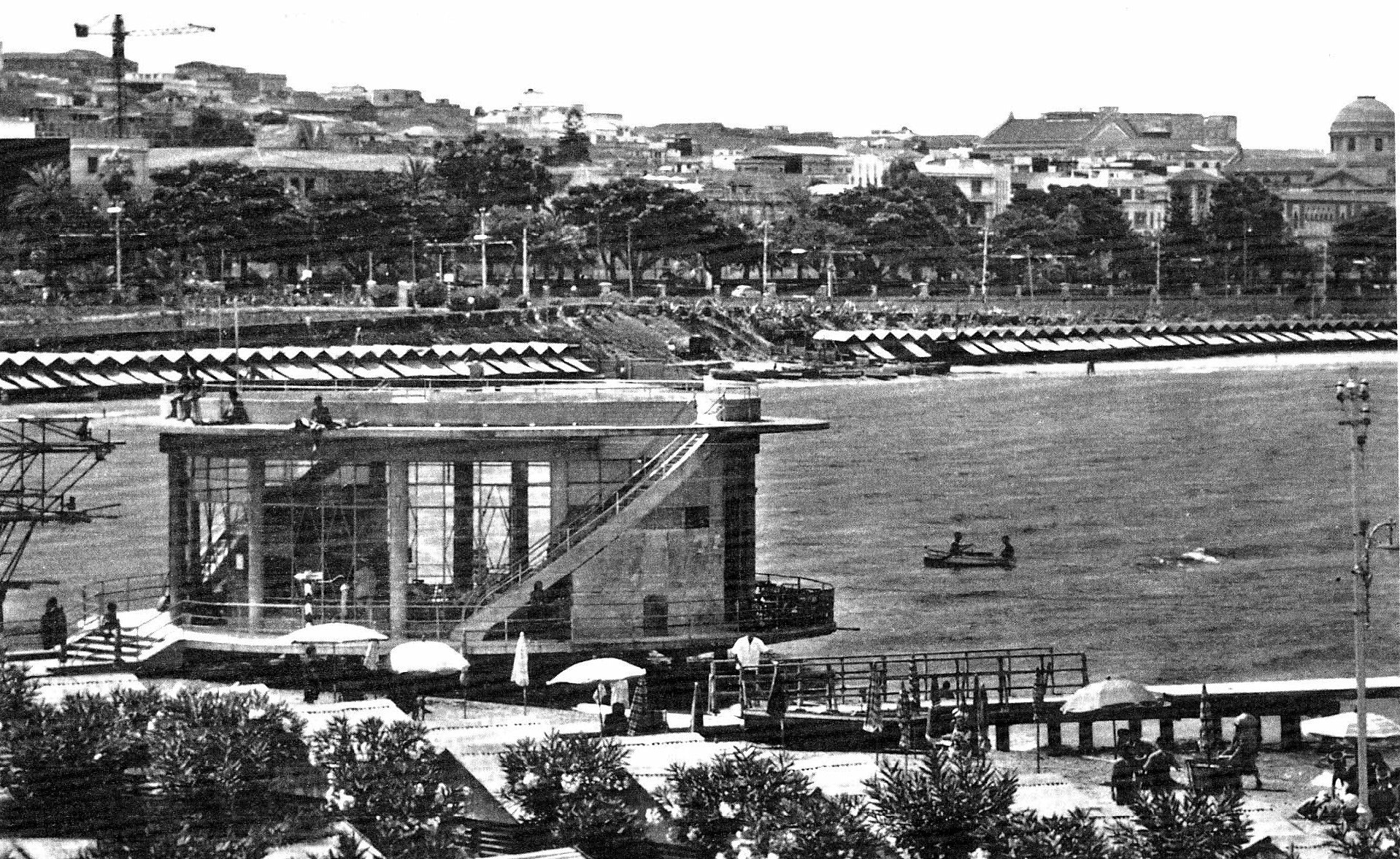
Vecchia veduta della rada dei Giunchi con il Lido Zerbi.

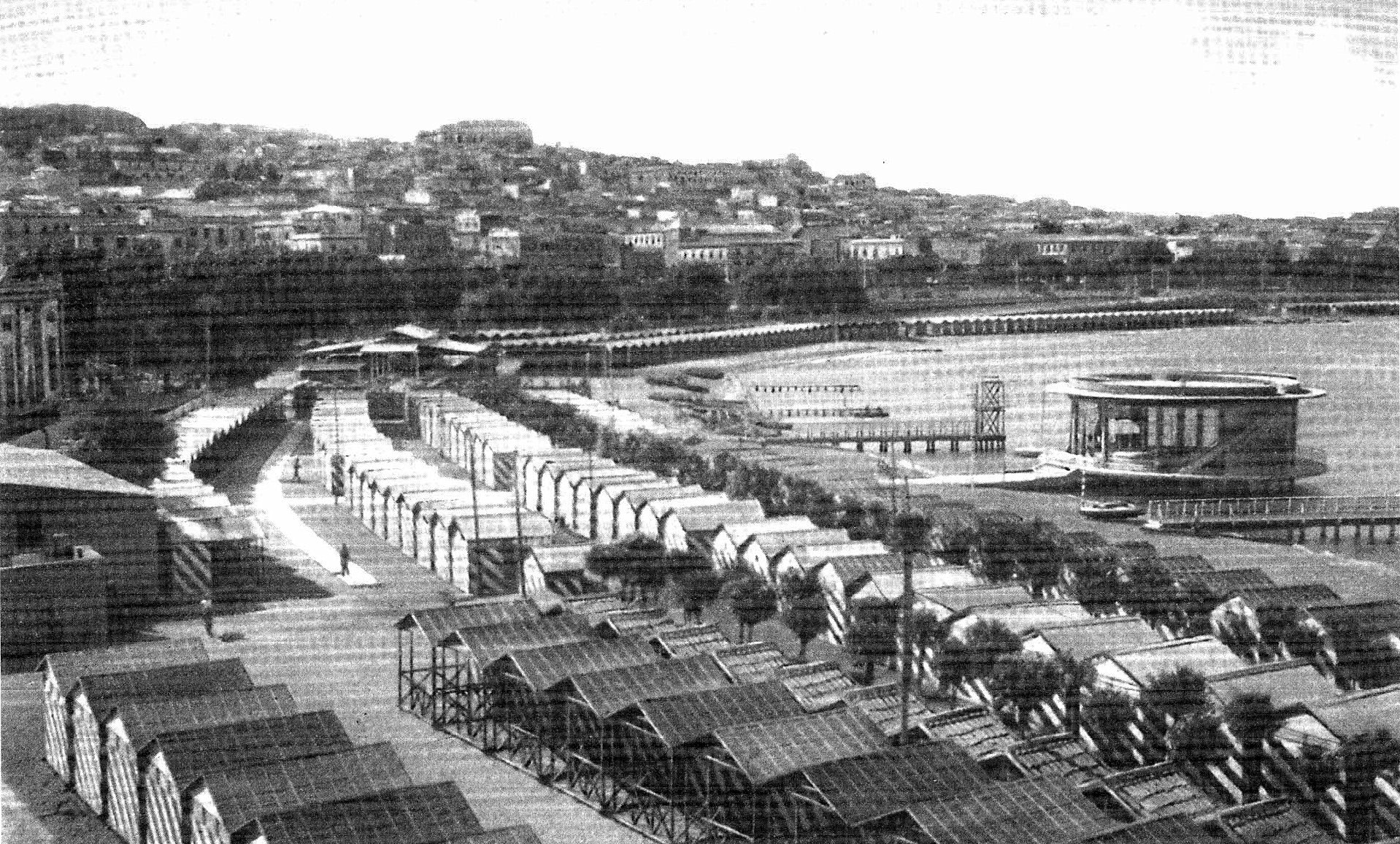
Altra vecchia veduta del Lido.

Il centro balneare in passato è stato il cuore pulsante della vita mondana, culturale e artistica di Reggio Calabria.
Verso gli anni venti nella Rada venne costruito un piccolo stabilimento balneare in legno su palafitte tra la battigia e il mare. Su queste palafitte, divise in due settori, vi erano locali con destinazioni differenziate alle donne e agli uomini; tramite una scala dai camerini si scendeva direttamente in acqua; anche il mare antistante era diviso con pali e reti in zone riservate alle donne e zone riservate agli uomini.
Verso la fine degli anni venti l'Ammiraglio Giuseppe Genoese Zerbi, sindaco di Reggio Calabria, si adoperò affinché nella zona della spiaggia dei Giunchi sorgesse un moderno lido, a lui successivamente intitolato.
Il nuovo complesso balneare, primo nel meridione d'Italia, fu molto apprezzato dai reggini divenendo ben presto centro di manifestazioni mondane, artistiche e sportive. Sulla sua celebre rotonda attraccarono imbarcazioni cariche di turisti, soprattutto dalle zone limitrofe e da Messina.
Col sopraggiungere della seconda guerra mondiale il complesso fu adoperato dagli eserciti tedeschi prima e dagli americani dopo.
Varie vicende impedirono sino al 1962 di poter disporre di un nuovo lido, quando l'amministrazione comunale di Reggio si rese conto della necessità per la città di avere un nuovo complesso balneare. In quel periodo già funzionava il lido del quartiere di Catona (Lido dello Stretto) che attraeva molti bagnati dalle zone limitrofe e dal centro di Reggio. I lavori per il nuovo Lido cominciarono nel 1968 ma furono portati a termine solo nel 1990 a causa del continuo lievitare dei costi.
Nel 1974 si svolse qui un'edizione di Miss Italia, per volere di Enzo Mirigliani, in quanto la città era da poco uscita dalle tensioni dovute ai moti di Reggio, così che la manifestazione ha rappresentato una sorta di rinascita per Reggio e i suoi abitanti.
Oggi il lido comunale Zerbi comprende 789 cabine disposte su due piani e un piazzale pedonale; al centro del complesso sorge la cosiddetta Torre Nervi dal nome dell'architetto Pierluigi Nervi che progettò l'impianto, un edificio poligonale a tre piani con relativa discoteca, night club e bar. L'intera struttura occupa una superficie complessiva di circa 28.500 metri quadrati, in gran parte ubicata sull'arenile di proprietà del demanio marittimo e da questo concessa al comune della città. La struttura inoltre consta di locali adibiti a bar al chiuso e a negozi di varia superficie interna utile, di una piscina per bambini e di una pista per discoteca all'aperto. Lo spazio tra le cabine e la spiaggia è stato arricchito con profumati alberi di oleandro, di palme, di pini, piante varie, vialetti, fontane, aree gioco.
Attualmente il Lido risulta abbandonato e in stato di degrado.

## Inquinamento
Le acque immediatamente adiacenti al lido Zerbi vengono ritenute non balneabili dal Ministero della salute a causa di un eccessivo contenuto di escherichia coli, dovuto allo sversamento in mare di reflui fognari non trattati.